# 장예나 (배드민턴 선수)
장예나(1989년 12월 13일~)는 대한민국의 배드민턴 선수로, 김해시청 소속으로 활동하고 있다.